# Jefferson Liberato Lucindo
Jefferson Liberato Lucindo (né le 17 octobre 1990 à Rio de Janeiro) est un athlète brésilien, spécialiste du sprint et du relais.
Médaillé d'or sur relais 4 x 100 m lors des Championnats d'Amérique du Sud d'athlétisme 2013, ses meilleurs temps sont :
- 10 s 17 sur 100 m, obtenu à São Paulo le 29 juin 2013,
- 20 s 62 sur 200 m, obtenu dans la même ville le 8 juin 2013.